# Ultron
Ultron er en fiktiv robot fra Marvel-universet og en af Iron Mans ærkefjender.
I tegneserierne blev han bygget af Hank Pym, mens han i filmen Avengers: Age of Ultron blev bygget af Tony Stark. I Avengers: Age of Ultron er han den store skurk, som The Avengers skal besejre.
Han optræder også i Marvels What If...? serie.